# Vofkori László
Vofkori László (Brassó, 1944. március 3. – Székelyudvarhely, 2008. március 17.) erdélyi magyar földrajzi és helytörténeti szakíró. Vofkori György (1938–2016) és Vofkori József (1936–1998) testvére.

## Életútja
Iskoláit a székelyudvarhelyi Elméleti Vegyes Líceumban végezte (1961), majd a BBTE Biológia–Földrajz Karán szerzett tanári oklevelet (1966). 1967–68 között az ülkei általános iskolában tanított, majd 1972-ig a székelyudvarhelyi Elméleti Vegyes Líceumban, ezt követően szinte 30 éven át (2001-ig) a székelyudvarhelyi Benedek Elek Tanítóképzőben volt földrajztanár. Közben 1970–79 között a Bukaresti Tudományegyetemen, a Geológia–Földrajz Kar földrajzi tanszékén aspiráns, 1979 óta a földrajztudomány doktora. 1998-tól a Tatabányai Modern Üzleti Tudományok Főiskolája Székelyudvarhelyi Képzési Központjában konzulens tanár, majd címzetes főiskolai tanár, 1999-től a BBTE-n, a Gyergyószentmiklósi Turisztikai Főiskolán a nemzetközi turizmus földrajzát tanította, 2001 szeptemberétől pedig a Sapientia EMTE Csíkszeredai Karán, a gazdaságtudományi tanszéken volt egyetemi előadótanár (docens).

## Munkássága
Kutatási területe: gazdaságföldrajz, népesség- és településföldrajz, turisztikai és üzleti földrajz, területfejlesztés, turisztikai marketing és menedzsment, településszociológia, tudománytörténet, GIS alapú adatbázisok.
Első írása az Igazságban jelent meg 1964-ben. Tudományos cikkeivel, módszertani közleményeivel folyamatosan jelen volt a Hargita és a Tanügyi Újság hasábjain, 1969–70 között vezetője volt a Hargita napilap Turista kalauz c. rovatának, melyben sorozatban mutatta be Hargita megye fürdőhelyeit, természeti kincseit, ugyanott 1970-ben A tudományos munka műhelyéből és A tudományos munka kellékei c. rovatokban tudománynépszerűsítő cikkeket közölt. 1996-ban szerkesztette a Vállalkozók kislexikona c. rovatot a székelyudvarhelyi Pulzus c. gazdasági hetilapban. Külső munkatársa a Művelődés, Korunk és Székelyföld folyóiratoknak.
Fordításában több általános és középiskolai földrajz tankönyv jelent meg. Társszerzője Czáka Lajossal és Kristó Andrással a Hargita megye földrajza c. III. osztályos tankönyv II. részének (Csíkszereda 1969); szerzője a Módszertani alapfogalmak a természetismeret, matematika és földrajz tanítására az I–IV. osztályban c., pedagógiai líceumok számára kiadott tankönyvben a Földrajz c. fejezetnek (1979).
Főiskolai és egyetemi jegyzetei:
- A turizmus földrajza (Székelyudvarhely, 1996);
- Románia társadalom- és gazdaságföldrajza (Tatabánya, 1998);
- A nemzetközi turizmus földrajza (Gyergyószentmiklós, 1999);
- Természettudományok és tantárgypedagógia. Módszertani segédkönyv a tanítóképző főiskolák számára (Csíkszereda 2001);
- Iskolamenedzsment (Székelyudvarhely, 2001);
- Iskolaegészségtan (uo. 2002); Hogyan pályázzunk? Bevezetés a pályázatírás módszertanába (Csíkszereda 2002).

Összesen 15 székelyföldi helység (többek között Székelyudvarhely, Székelykeresztúr, Kézdivásárhely, Kovászna, Tusnád, Farkaslaka, Korond, Parajd, Szentegyháza, Szováta, Székelyvarság, Zetelaka) térképét szerkesztette és rajzolta meg, 2003-ban elkészítette Erdély etnikai térképét és Az erdélyi magyarság térképét (Székelyudvarhely, 2003). Társszerzőként jelen van számos helytörténeti monográfiában, szakkiadványban:
- Énlaka népesség- és településföldrajza (in: Északkelet-magyarországi Földrajzi Évkönyv, 1994. Szerk. Simon István és Boros László. Miskolc–Nyíregyháza 1994);
- Oroszhegy. Adalékok a község monográfiájához (Mihály Tiborral, Székelyudvarhely, 1997);
- Erdély kultúrföldrajzi korszakai (in: Erdély természeti és történeti földrajza. Szerk. Boros László, Nyíregyháza 2000);
- A Nagy- és Kis-Homoród mente táj-, népesség- és településföldrajza (in: A Homoród füzes partján. Dolgozatok a Székelyföld és Szászföld határvidékéről. Csíkszereda 2000);
- Az erdélyi magyarság. Erdély földrajza. Természetföldrajz, Erdély népessége, Erdély helye és szerepe Románia gazdaságában (in: Magyarok a világban. Kárpát-medence. Kézikönyv a Kárpát-medencében, Magyarország határain kívül élő magyarokról. Főszerk. Kasza Sándor, Budapest, 2000);
- Bögöz természeti képe. Bögöz társadalom- és gazdaságföldrajza (in: Bögöz, monográfia. Tanulmányok a faluról és társadalmáról. Szerk. Kardalus János, Sepsiszentgyörgy 2001);
- Korond természeti képe. Korond község társadalom- és gazdaságföldrajza. Korond község helyismereti irodalma (in: Helyismereti olvasókönyv. Korond. Szerk. Ambrus Lajos, Korond 2001).

## Kötetei
- A tudomány vonzáskörében (gondolatok a tudományról, Bukarest, 1988);
- Székelyudvarhely (Békéscsaba, 1990; 2. kiad. Bukarest, 1991);
- Erdély társadalom- és gazdaságföldrajza (Nyíregyháza, 1994);
- Erdély közigazgatási és etnikai földrajza (Vörösberény, 1996. Balaton Akadémia Könyvek 18);
- Település- és területfejlesztés Udvarhely térségében (1997);
- Székelyföld útikönyve I–II. (Budapest, 1998);
- Csíkszék. Közép- és Felcsík, Gyimes vidéke rövid története 63 képben elbeszélve (Békéscsaba, 1999);
- Gazdasági földrajz (Debrecen, 2002. Studia geographica 11);
- A földrajztudomány rendszertana (Csíkszereda, 2003).

## Társasági tagság
A Román Földrajzi Társaság, a Magyar Földrajzi Társaság, a Magyar Szociológiai Társaság, az Erdélyi Múzeum-Egyesület tagja, a Magyar Marketing Szövetség tagja és szakértője.

## Díjak, elismerések
Munkásságáért számos elismerésben volt része:
- 1997-ben Debrecenben az „Ezeréves a magyar iskola” emlékéremmel, Csíkszeredában a Pro Cultura emlékplakettel,
- 1998-ban tudományos és ismeretterjesztő munkásságáért a Székelyudvarhely Megyei Jogú Város Polgármestere Díszoklevelével tüntették ki.
- 1999-ben megkapta a Széchenyi Társaság díját, a Romániai Magyar Pedagógusok Szövetsége Ezüst Gyopár díját,
- 2000-ben „kimagasló oktatói, kutatói és publikációs munkásságáért, nemzetközi szakmai kapcsolatok ápolásáért” a Magyar Földrajzi Társaság Pro Geographia kitüntetését,
- 2008-ban, post mortem az Arany János Emlékérmet.